# Urophyllum rahmatii
Urophyllum rahmatii är en måreväxtart som beskrevs av Elmer Drew Merrill. Urophyllum rahmatii ingår i släktet Urophyllum och familjen måreväxter.
Artens utbredningsområde är Sumatera. Inga underarter finns listade i Catalogue of Life.